# بیوک رینیر

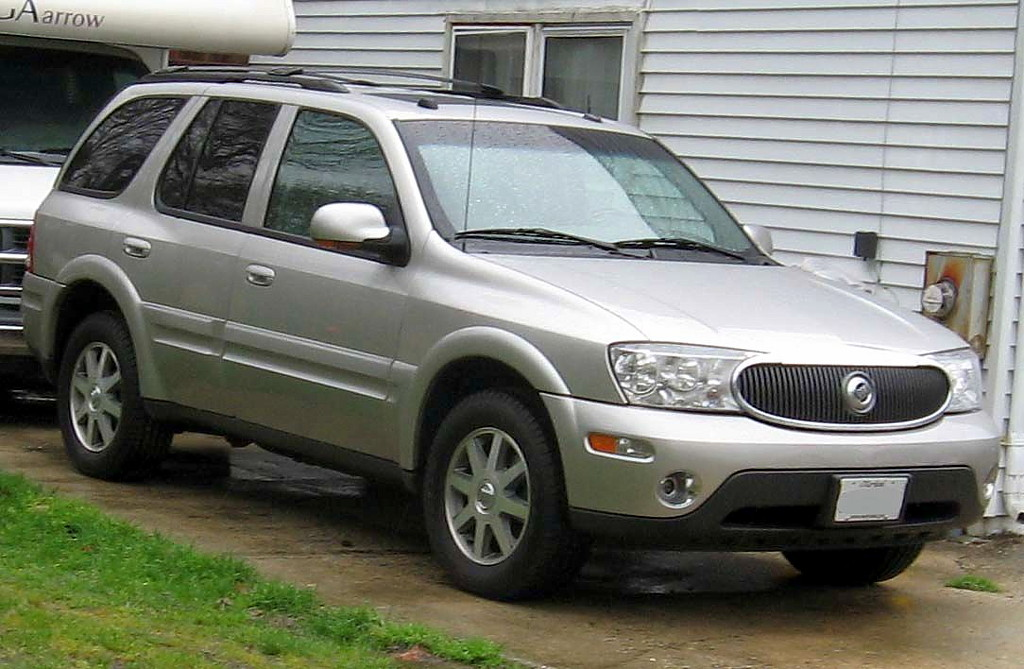

بیوک رینیر (Buick Rainier) خودرویی است که در سال‌های July ۲۸، ۲۰۰۳ تا December ۲۳، ۲۰۰۸تولید شده‌است. طراحی آن موتور جلو، توزیع نیروی پیشران و خودرو چهار چرخ محرک بوده است. سیستم جعبه‌دندهٔ آن ۴ دنده به صورت خودکار است.